# BAZ-5937/BAZ-5939

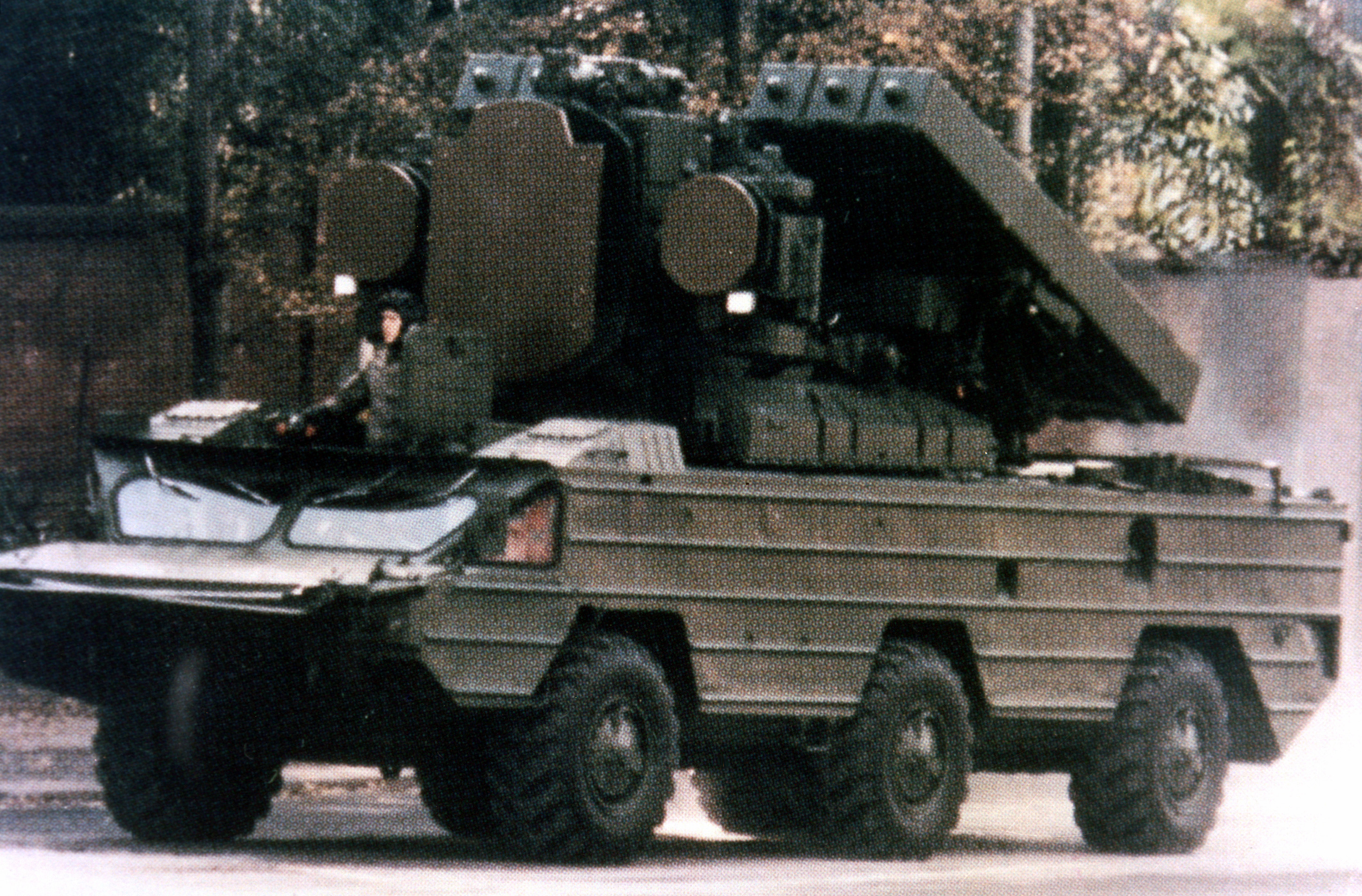
SA-8B Gecko mod 1: Fahrzeug BAZ-5937/BAZ-5939

Als BAZ-5937/BAZ-5939 (russisch БАЗ-5937/БАЗ-5939) werden Basisfahrzeugtypen aus sowjetischer Produktion bezeichnet, die für den Transport von speziellen militärischen Lasten konzipiert wurden.

## Geschichte

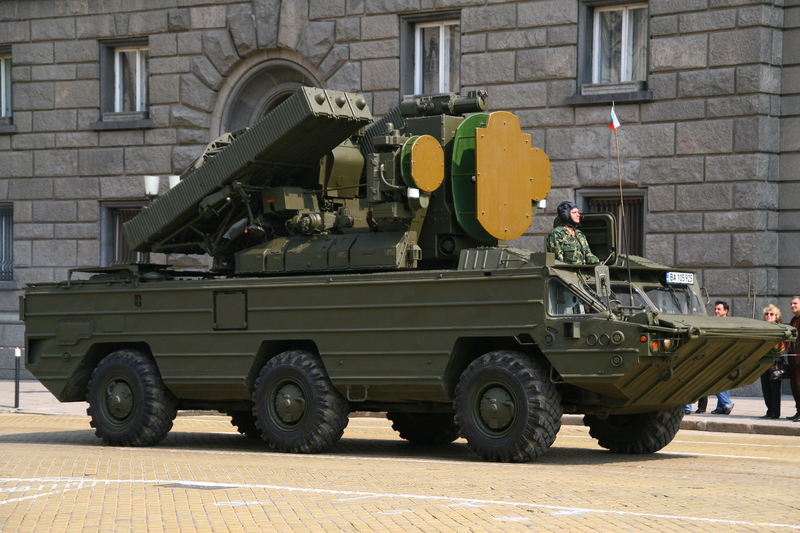
Ein Bulgarisches SA-8 Fahrzeug

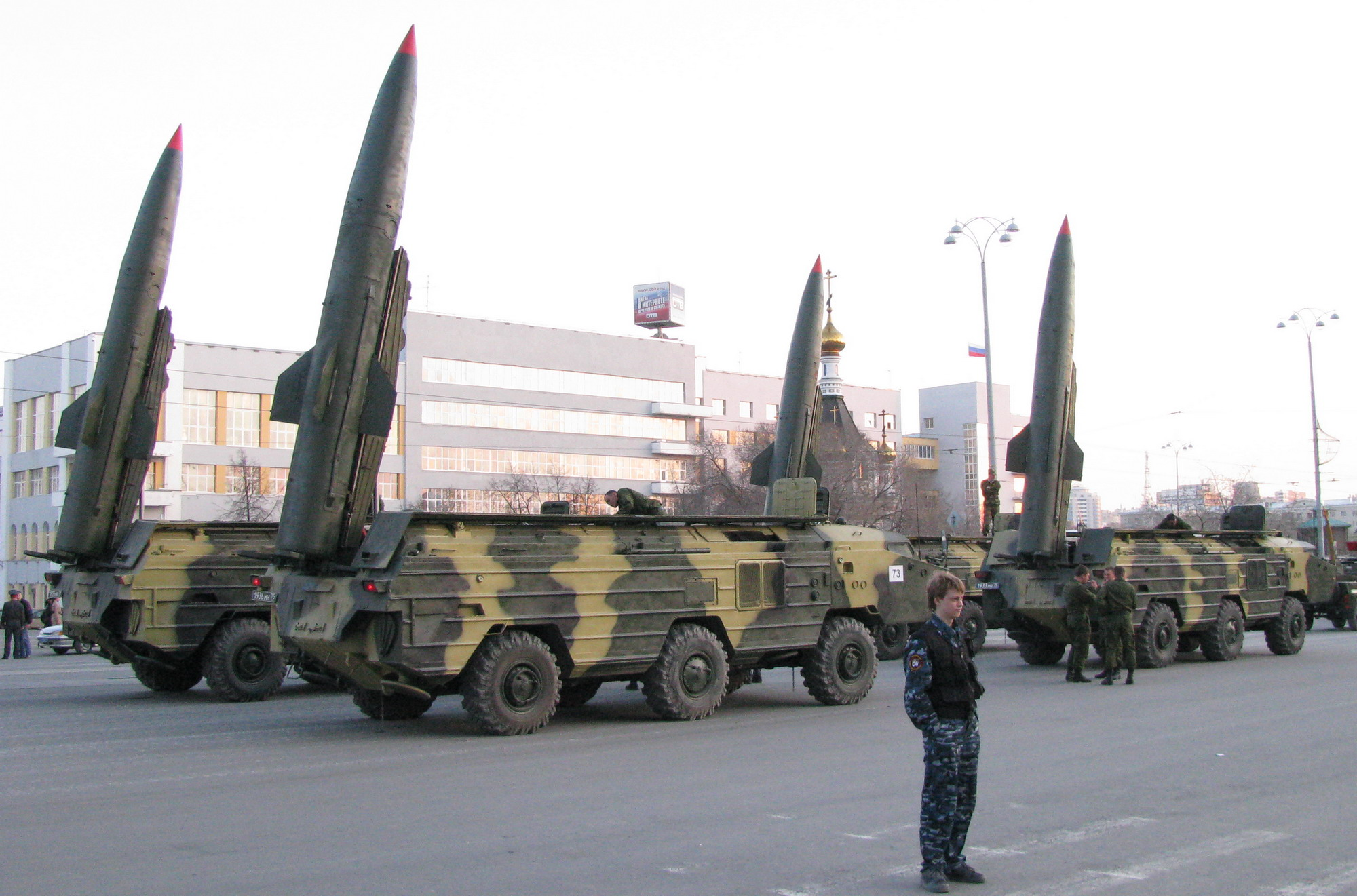
Mehrere 9K71-B Totschka-U (SS-21B) in Jekaterinburg auf einer Militärparade

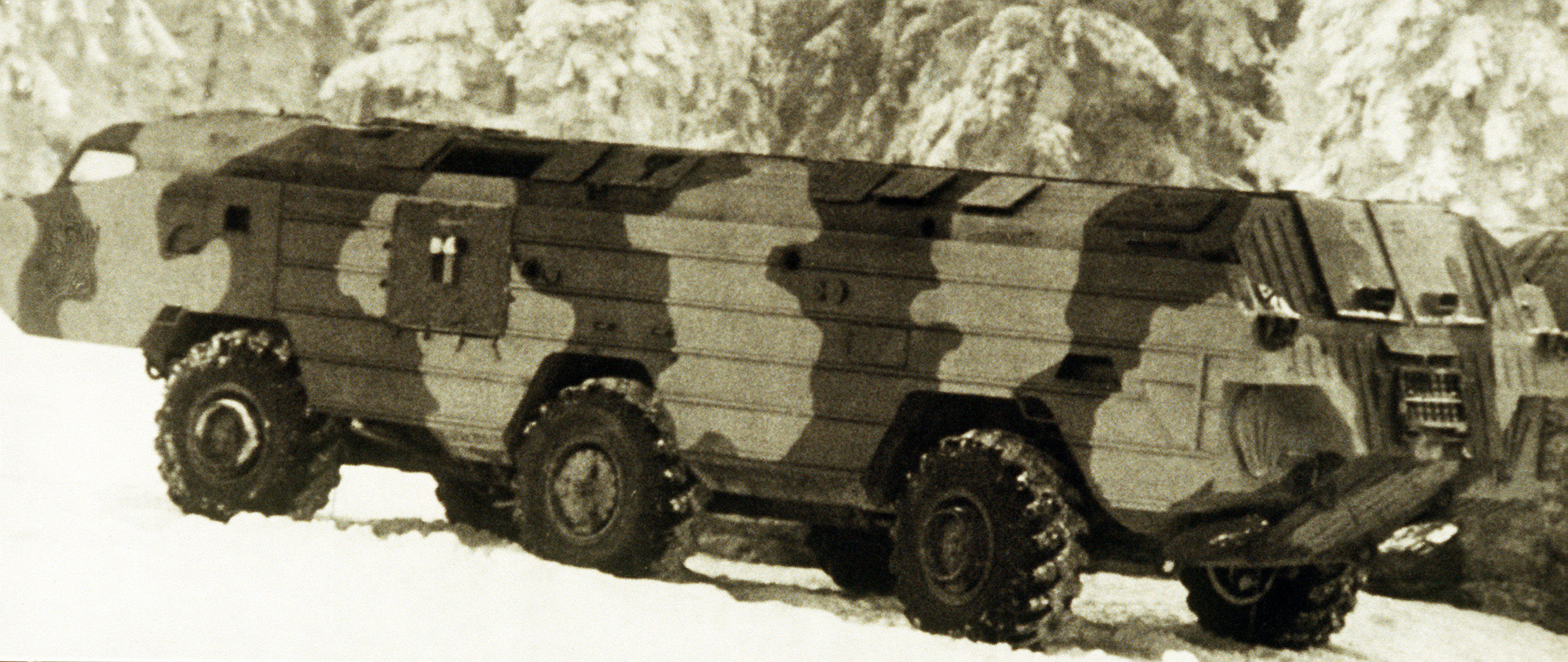
SS-21 Scarab: Fahrzeug BAZ-5921/BAZ-5922

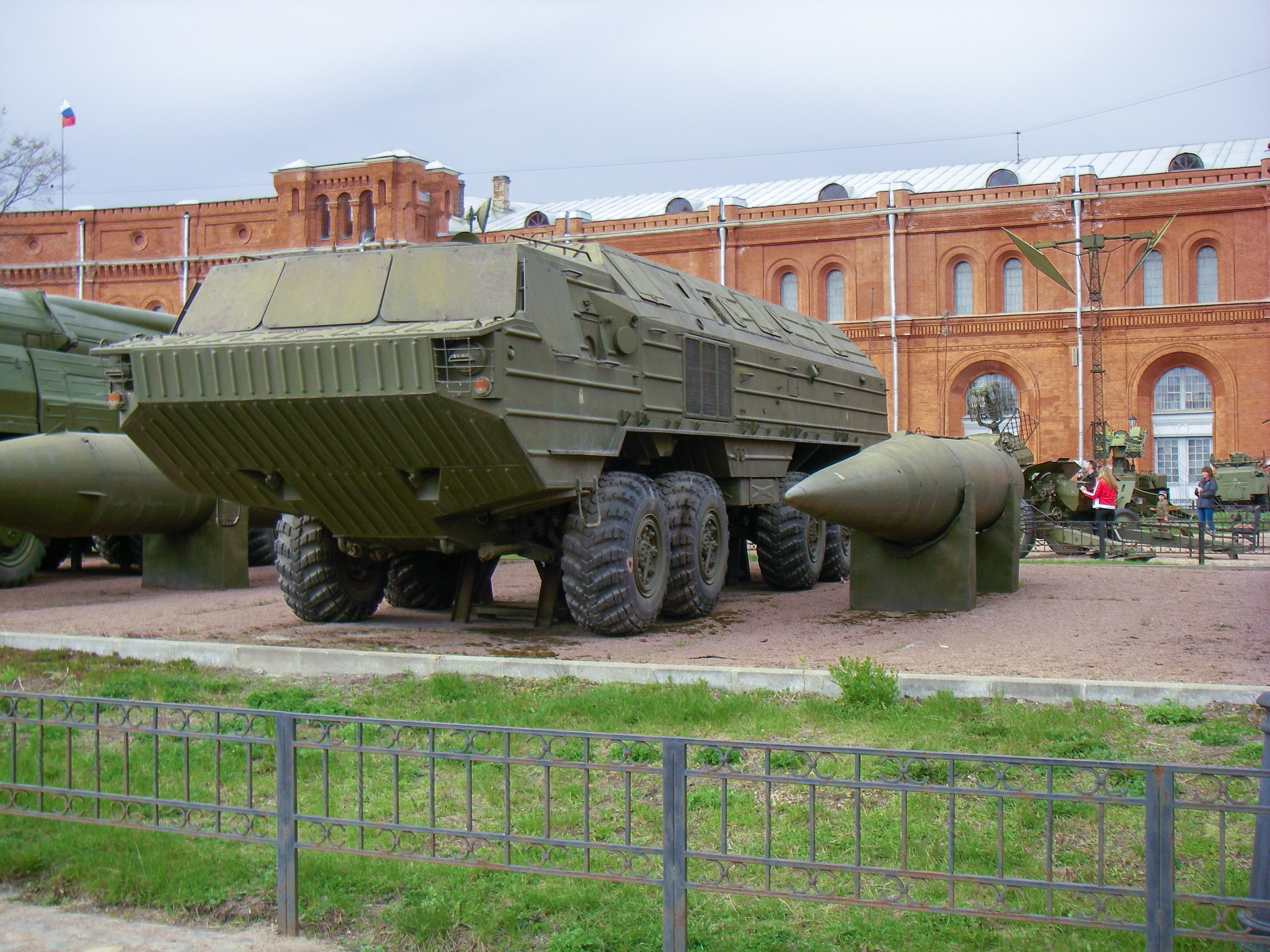
SS-23 Spider: Fahrzeug BAZ-6944

Ursprünglich war geplant, das Flugabwehrsystem Osa auf Basis eines leicht gepanzerten Kettenfahrzeuges herzustellen, das aber aufgrund diverser Probleme verworfen wurde. Das Brjanski Awtomobilny Sawod (kurz BAZ) wurde beauftragt, ein Fahrzeug zu entwerfen und zu produzieren, das den Ansprüchen des Militärs genügte. In diesem Werk waren bereits Entwicklungsarbeiten ausgehend vom schweren Lkw ZIL-135 im Gange, eine Fahrzeugfamilie für taktische Raketen zu entwickeln. Daraus entstand die Fahrzeugfamilie BAZ-5921/BAZ-5922 (SS-21 Scarab), BAZ-5937/BAZ-5939 (9K33 Osa) und der vierachsige BAZ-6944 (SS-23 Spider). Alle Fahrzeugvarianten sind amphibisch und zeichnen sich durch hohe Beweglichkeit und Geländefahreigenschaften aus. Der BAZ-5937 und der BAZ-5939 sind ungepanzert. Der Versuch, eine Zusatzpanzerung anzubringen misslang, da die Schwimmfähigkeit nicht mehr gewährleistet war.
Das Trägerfahrzeug BAZ-5937 wurde als Basis für Flugabwehrsysteme in den 1960er-Jahren in der Sowjetunion entwickelt. Neben Russland wird das Fahrzeug von Polen, Syrien, Kuba, Kuwait, Jordanien, dem Irak und Griechenland eingesetzt. Bei den griechischen Fahrzeugen handelt es sich um ehemalige NVA-Einheiten, die nach dem Beitritt der DDR zur Bundesrepublik Deutschland und der damit verbundenen Auflösung der NVA von Deutschland an Griechenland abgegeben wurden.
Das BAZ-5937 wird sowohl als Träger für Flugabwehrraketen (9K33 Osa) als auch als leicht modifizierte Version BAZ-5939 (1987) mit haubenartigem Aufbau, unter dem sich ein hydraulischer Kran befindet, als Nachladefahrzeug für das Osa-System eingesetzt.

## Technische Daten
Mit installiertem 9K33-Osa-Flugabwehrsystem ist das BAZ-5937 9,14 m lang, 2,9 m breit und (bei nicht ausgeklapptem Suchradar) 4,2 m hoch. Das Gesamtgewicht liegt bei 18,6 t. Besetzt ist das Fahrzeug mit drei Mann.
Sowohl der BAZ-5937 als auch der BAZ-5939 werden von einem 5D20B-300-Viertakt-Dieselmotor, der bei 2600/min eine Leistung von 220 kW (300 PS) erreicht. Damit ist es in der Lage, Steigungen von 58 % zu überwinden. Das Fahrzeug klettert über 0,5 m hohe Hindernisse und überschreitet solche mit zwei Metern Breite.
Durch seine amphibische Auslegung ist das Fahrzeug voll schwimmfähig. Die Höchstgeschwindigkeit an Land beträgt 60 km/h und im Wasser 5 km/h. Die Reichweite liegt, je nach Gelände, bei etwa 500 km.
Die Insassen werden durch eine ABC-Schutzeinrichtung vor Angriffen mit chemischen oder biologischen Kampfstoffen sowie vor Strahlung geschützt.
Eine Infrarot-Fahr- und Nachtsichteinrichtung ist standardmäßig installiert. Das Fahrzeug ist allradgetrieben, das Antriebsmoment wird auf sechs Räder übertragen.